# Lonely Boy (bài hát của The Black Keys)
"Lonely Boy" là một ca khúc của ban nhạc rock Mỹ The Black Keys. Đây là track mở đầu từ album phòng thu của nhóm năm 2011 El Camino và được phát hành làm đĩa đơn chính của album vào ngày 26 tháng 10 năm 2011. Bài hát cũng là mặt A của một đĩa đơn quảng bá 12-inch được phát hành trong lễ kỉ niệm sự kiện "Back to Black" Thứ Sáu của Record Store Day. Đĩa đơn đi kèm một video âm nhạc nổi tiếng chỉ có đúng một cảnh một người đàn ông nhảy và hát nhép theo ca từ.